# Dicranopselaphus flavicornis
Dicranopselaphus flavicornis är en skalbaggsart som beskrevs av Guérin-Méneville 1861. Dicranopselaphus flavicornis ingår i släktet Dicranopselaphus och familjen Psephenidae. Inga underarter finns listade i Catalogue of Life.